# Serie A2 1982-1983 (pallacanestro maschile)
La prima categoria del campionato italiano di pallacanestro 1982-1983 è suddivisa in due serie: A1 ed A2. Nella seconda sono iscritte 16 squadre.
La prima fase prevede un girone all'italiana con partite di andata e ritorno. La vittoria vale 2 punti, la sconfitta 0, in caso di parità sono previsti i supplementari.
Alla seconda fase accedono le prime 4 squadre classificate, che oltre alla promozione in serie A1 per la stagione 1985-1986, hanno la possibilità di accedere ai play-off scudetto.
Le ultime 2 classificate invece retrocedono in serie B.
Restano ferme in serie A2 tutte le altre squadre.

## Stagione regolare

### Classifica
|  |     | Classifica finale 1982-1983   | Pt | G  | V  | P  | PtF  | PtS  |
|  | --- | ----------------------------- | -- | -- | -- | -- | ---- | ---- |
|  | 1.  | Sav Bergamo                   | 44 | 30 | 22 | 8  | 2637 | 2562 |
|  | 2.  | Indesit Caserta               | 42 | 30 | 21 | 9  | 2778 | 2625 |
|  | 3.  | Seleco Napoli                 | 42 | 30 | 21 | 9  | 2702 | 2549 |
|  | 4.  | Acquabrillante Forlì          | 40 | 30 | 20 | 10 | 2678 | 2582 |
|  | 5.  | Bartolini Brindisi            | 38 | 30 | 19 | 11 | 2675 | 2626 |
|  | 6.  | Sapori Siena                  | 34 | 30 | 16 | 14 | 2319 | 2260 |
|  | 7.  | Rapident Livorno              | 34 | 30 | 16 | 14 | 2397 | 2363 |
|  | 8.  | American Eagle Vigevano       | 30 | 30 | 15 | 15 | 2712 | 2715 |
|  | 9.  | APU Udine                     | 30 | 30 | 15 | 15 | 2501 | 2492 |
|  | 10. | Benetton Treviso              | 28 | 30 | 14 | 16 | 2425 | 2362 |
|  | 11. | Cantine Riunite Reggio Emilia | 26 | 30 | 13 | 17 | 2364 | 2449 |
|  | 12. | Italcable Perugia             | 22 | 30 | 11 | 19 | 2421 | 2435 |
|  | 13. | Sacramora Rimini              | 22 | 30 | 11 | 19 | 2376 | 2497 |
|  | 14. | Mangiaebevi Ferrara           | 20 | 30 | 10 | 20 | 2422 | 2565 |
|  | 15. | Cover Jeans Roseto            | 20 | 30 | 10 | 20 | 2554 | 2652 |
|  | 16. | Farrow's Firenze              | 8  | 30 | 4  | 26 | 2435 | 2662 |

### Risultati
Tabellone Gare Serie A2 1982-83

### Spareggio 14º-15º posto
| 20 marzo 1983 | Mangiaebevi Ferrara | 96 – 84 | Cover Jeans Roseto |  |

## Verdetti
- Promossa in serie A1:  - Sav Bergamo.
Formazione: Fabio Roda, C.J. Kupec, Umberto Cappelletti, Flavio Carera, Daniele Giommi, Giampaolo Guerrini, Roberto Natalini, Franco Meneghel, Mauro Poletti, Alfredo Signorelli, Guglielmo Belotti, Silvano Moraschini, Chuck Jura. Allenatore: Carlo Recalcati.
- Promossa in serie A1:  - Indesit Caserta.
Formazione: Emilio Vigori, Zoran Slavnić, Lorenzo Carraro, Sergio Donadoni, Ferdinando Gentile, Renato Giannini, Giuseppe La Gioia, Fausto Lovatti, Marco Ricci, Mario Simeoli, Gerardo Citro, Massimo Mastroianni, Oscar Schmidt. Allenatore: Bogdan Tanjević.
- Promossa in serie A1:  - Seleco Napoli.
Formazione: Fabio Rossi, Rudy Woods, Massimo Antonelli, Francesco Cantamessi, Achille Gelsomini, Paolo Pepe, Massimo Sbaragli, Francesco Kunderfranco, Roberto Bolzon, Marco Aureli, Lee Johnson. Allenatore: Arnaldo Taurisano.
- Promossa in serie A1:  - Acquabrillante Forlì.
Formazione: Luca Chiadini, Craig Shelton, Stefano Andreani, Roberto Cordella, Antonio Francescatto, Domenico Matassini, Lionello Matteucci, Vincenzo Nunzi, Leonardo Sonaglia, Alessandro Biffi, Maurizio Mengozzi, Rod Griffin. Allenatore: Giancarlo Asteo.